# Hochborn
Hochborn là một đô thị thuộc huyện Alzey-Worms, bang Rheinland-Pfalz, nước Đức. Đô thị Hochborn có diện tích 3,56 km².